# Вурцбах
Вурцбах (нем. Wurzbach) — город в Германии, в земле Тюрингия. 
Входит в состав района Заале-Орла.  Население составляет 3378 человек (на 31 декабря 2010 года). Занимает площадь 72,31 км². Официальный код  —  16 0 75 133.
Город подразделяется на 6 городских районов.